# CODE-D魔女たちの消えた家
『CODE-D魔女たちの消えた家』（コードディーまじょたちのきえたいえ）は、古本恭一監督による2022年の日本の映画。

## キャスト
マリナ
演 - 水津亜子
写真のような絵を描く魔女
チアキ
演 - 新宮明日香
姉の世話係の魔女
ケイ
演 - Sufa
中性的な魔女
ナオ
演 - まひろ玲希
リーダー格の魔女
レナ
演 - 藤生眞有
眼鏡の魔女
レナ
演 - 黒岩よし
編み物をする魔女
アミ
演 - 石月かなで
アルコール中毒の魔女
男
演 - 古本恭一
配達人
演 - ショウジ
ナオの父
演 - 大久保良太

## スタッフ
- 監督 - 古本恭一
- 撮影 - 三本木久城
- 脚本 - 水津亜子
- 音楽 - 野口真紀
- 挿入歌 - 「深い森」「ヴォカリーズ」
  - 唄 - 三田真理子
- 挿入歌 - 「少女探偵チアキ主題歌」
  - 作詞・唄 - 水津亜子・野口真紀
- 劇中劇監督 - 山本大策
- 英語字幕 - 牧田めぐみ
- 製作 - 古本ダクト

## 上映
- 池袋シネマ・ロサ[1][2][3]
- 第25回 小津安二郎記念・蓼科高原映画祭 招待上映

## 受賞
- 日本芸術センター第14回 映像グランプリ 2022  優秀社会問題賞
- ロンドン国際月間映画祭  最優秀長編映画
- ストックホルム・シティ映画祭  最優秀長編映画
- ユーラシア国際月間映画祭  最優秀監督賞(古本恭一）
- グローバル・インド国際映画祭  最優秀監督賞(古本恭一）
- アテネ国際月間アートフィルム・フェスティバル  最優秀演技賞
- ソウル国際月間映画祭 最優秀演技賞  最優秀演技賞
- フィルミーシー国際映画祭 最優秀長編SF作品賞・最優秀女優賞（水津亜子）[4]
- イスタンブール・フィルム・アウォード 最優秀SF長編映画・最優秀監督賞（古本恭一）・最優秀主演女優賞（水津亜子）・最優秀助演女優賞（新宮明日香）
- ヨーロッパ・シネマトグラフィー・アワード 最優秀長編映画賞・最優秀女優賞（水津亜子）
- パリ・シネマ・アワード  最優秀女優賞（長編映画部門・水津亜子）[5]
- ベスビウス国際映画祭 最優秀女優賞（長編映画部門・水津亜子）
- シンビオティック映画祭 優秀女優賞
- セルビア国際月間映画祭　最優秀ホラー&SF映画　最優秀助演男優賞　最優秀助演女優賞
- アイコニック・イメージ・フィルム・フェスティバル　ベスト・クリエイティブ・シナリオ部門（最優秀脚本賞）ファイナリスト
- マンスリー・フィルム・フェスティバル  長編部門2位
- シネマティックヨーロッパ映画祭　ファイナリスト
- 東ヨーロッパ映画祭 特別賞
- 東京国際月間映画祭 特別賞
- ボーデン国際映画祭 入選
- アナトリア国際映画祭  入選
- ハート・オブ・ヨーロッパ国際月間映画祭  入選